# ヌーベル梅林堂
有限会社ヌーベル梅林堂（ヌーベルばいりんどう）は、長野県岡谷市に本社を置く、洋菓子および和菓子を製造販売する菓子メーカー。1913年（大正2年）創業。
直営店舗として諏訪地域に岡谷本店「菓子工房 諏訪の月」（岡谷市）を始め、茅野店「お菓子のベルグランド」（茅野市）、諏訪店「お菓子の家 ヌーベル」（諏訪市）、下諏訪店（諏訪郡下諏訪町）を展開している。
2024年8月2日、ヌーベル梅林堂は諏訪湖畔（岡谷市湊）に複合観光施設「諏訪湖テラス」を新設すると発表、2025年オープン予定。

## 製品

### くるみやまびこ
時間をかけて煮たクルミのキャラメルをクッキーで包んだ菓子。2025年時点でモンドセレクション最高金賞を20年連続で受賞し、岡谷市のふるさと納税の返礼品にも選ばれている。会社代表が幼少のころ祖母の家で食べたおやつが元になっており、美味しさが山彦のように返ってくることから命名された。
2020年に発売されたレトルトパウチ版は、非常食として7年間の保存が可能である。2011年の長野県北部地震を受けて開発された商品で、2024年の能登半島地震では同商品1000個が救援物資として諏訪市役所から被災地へと送られた。
2009年に制作されたCM楽曲はアズミックトラックスが担当した。